# セヴン・ネイション・アーミー
「セヴン・ネイション・アーミー」（Seven Nation Army）は、アメリカ合衆国のロック・バンド、ザ・ホワイト・ストライプスが2003年に発表した楽曲。アルバム『エレファント』からの第1弾シングルとしてヒットを記録した。なお、アルバム『エレファント』及びライヴ・アルバム『アンダー・グレイト・ホワイト・ノーザン・ライツ』では「Seven Nation Army」と表記されているが、シングル盤では「7 Nation Army」と表記されている。

## 背景
この曲のリフは、ジャック・ホワイトがメルボルンでサウンド・チェックをしている時に生み出された。ジャックは昔、救世軍(Salvation Army)を「Seven Nation Army」と思い込んでいたことがあり、それが曲名の由来となっている。ベースのように聴こえる音はセミ・アコースティック・ギターで演奏されており、ワーミー・ペダルを通して1オクターヴ下げられている。
XLレコーディングスやV2レコードは、「ゼア・イズ・ノー・ホーム・フォー・ユー・ヒア」を『エレファント』からの第1弾シングルにしようとしたが、最終的にはジャックの意向で本作がシングルに選ばれた。シングルのカップリング曲「Good to Me」は、後にジャックと共にザ・ラカンターズで活動するブレンダン・ベンソンがアルバム『Lapalco』（2002年）で発表した曲のカヴァー。この曲は『エレファント』の日本盤にボーナス・トラックとして収録された。

## 反響
イギリスでは2003年5月3日付の全英シングルチャートで初登場7位となり、6週チャート圏内に入った。また、2012年にも再ヒットし、6月2日付の全英シングルチャートで71位を記録した。
アメリカでは総合チャートのBillboard Hot 100で76位に達し、『ビルボード』のモダン・ロック・チャートでは1位、メインストリーム・ロック・チャートでは12位を記録。オーストラリアでは2003年6月22日付のシングル・チャートで17位を記録し、4週連続でトップ50入りした。
本作は後年、ヨーロッパ諸国でもヒットしている。イタリアでは2006年7月27日付のシングル・チャートで初登場4位となり、翌週に3位を記録。スイスでは2008年6月29日付のシングル・チャートで初登場18位となり、7月13日には3位を記録した。

## 評価
グラミー賞では、作者のジャック・ホワイトが最優秀ロック・ソング賞を受賞した。
『ローリング・ストーン』誌が選出した「オールタイム・グレイテスト・ソング」（2021年版）では36位にランク・イン。また、同誌が2011年に選出した「2000年代のベスト・ソング100」では6位となった。
MusicRadarが2010年に選出した「過去10年間の偉大なギター・リフ50」では7位にランク・インしている。

## 収録曲
1. 7 Nation Army (Jack White) - 3:51
2. Good to Me (Brendan Benson, Jason Falkner) - 2:06
3. Black Jack Davey (Traditional) - 5:06

## 大衆文化への影響

### スポーツ
本作はサッカー・ファンに人気の高い曲として知られる。その起源は、2003年10月22日にクラブ・ブルッヘのサポーターがミラノのバーでUEFAチャンピオンズリーグ 2003-04（対ACミラン戦）を観戦していた際、この曲を大合唱したことだとされている。
2006年のFIFAワールドカップでは、優勝を決めたイタリア代表の選手達が合唱し、その後、7月11日に行われたローリング・ストーンズのミラノ公演にマルコ・マテラッツィとアレッサンドロ・デル・ピエロが飛び入りして、観客と一緒に「セヴン・ネイション・アーミー」を合唱した。また、2008年にスイスとオーストリアで共同開催されたUEFA EURO 2008では試合前の入場曲に使用された。EURO2012、EURO2016でもゴール後のアンセムとして使用され観客やサポーターが合唱している。EURO2016フランス大会ではパリ出身のDJであるデヴィッド・ゲッタによるリミックスしたバージョンが使用されている。2018年FIFAワールドカップでは1994年から長年（2002年を除く）大会で用いられた公式入場曲のFIFAアンセムに代わって試合前の入場曲として使用された。
この曲はサッカー以外のスポーツでも頻繁に使用された。例として、2011年にはNFL・ボルチモア・レイブンズがホームの試合前に使用するようになった。また、2013年にはNHL・ニュージャージー・デビルスのゴール・ソングに選ばれている。

### 他メディアでの使用例
「セヴン・ネイション・アーミー」は2010年の音楽ゲーム『Guitar Hero 3: Warriors of Rock』で使用された。また、映画『G.I.ジョー バック2リベンジ』の予告編ではThe Glitch Mobによるリミックス・ヴァージョンが使用された。2016年6月13日に公開されたBattlefield 1の公式トレーラーでも使用されている。また2016年に公開された『スーサイド・スクワッド』でも使用されている。

### その他
2014年5月9日、ハンブルク港開港825周年のイヴェントの一環として、MSCクルーズの客船MSC マニフィカの汽笛により「セヴン・ネイション・アーミー」が演奏された。

## カヴァー

### ベン・ロンクル・ソウルによるカヴァー
フランスの歌手ベン・ロンクル・ソウルは、2009年のデジタルEP『Soul Wash』で「セヴン・ネイション・アーミー」のカヴァーを発表。続いて、2010年のフルレングス・アルバム『ベン・ロンクル・ソウル』にも収録され、同作からのリード・シングルにも選ばれた。
Jason Birchmeierはオールミュージックにおいて、彼のヴァージョンを「オリジナルに忠実である一方、1960年代のモータウンやスタックスのサウンドに由来したレトロ・ソウル的なスタイルのアプローチとなっている」と評している。

### マーカス・コリンズによるカヴァー
イギリスの歌手マーカス・コリンズは、オーディション番組『Xファクター』の第8シーズンで準優勝し、RCAレコードとの契約を得て、デビュー・アルバム『Marcus Collins』（2012年）からのリード・シングルとして「セヴン・ネイション・アーミー」のカヴァーを発表した。コリンズのヴァージョンは2012年3月17日付の全英シングルチャートで初登場9位となり、6週チャート圏内に入った。
コリンズのヴァージョンに対しては、ザ・ホワイト・ストライプスのファンからの批判も多かったが、コリンズ自身は「僕はこの曲を研究して、それ以外にもザ・ホワイト・ストライプスの音楽をたくさん聴いた。だからイライラする人達のことも分かる」「全く違うジャンルなんだよ」とコメントしている。

### その他のカヴァー
- ザ・フレーミング・リップス - コンピレーション・アルバム『LateNightTales』（2005年）に収録[42]。
- ハード・ファイ - ライヴで演奏。2005年のロンドン公演における演奏はDVD『In Operation』（2006年）に収録された[43]。